# Tracii Guns
Tracii Guns (Los Ángeles, California, 20 de enero de 1966) es un guitarrista de hard rock y heavy metal, conocido principalmente por liderar, junto con el cantante Phil Lewis, la banda estadounidense L.A.Guns, que cosechó sus mayores éxitos durante la década de 1980.

## Carrera
Ha tocado con numerosas bandas conocidas y artistas a lo largo de los años. Entre estos, cabe destacar a L.A. Guns, Guns N' Roses, Brides of Destruction, W.A.S.P., Poison, Killing Machine y Johnny Thunders. Fue también guitarrista de gira de Faster Pussycat e invitado en la banda Bang Tango.
A mediados de los 80's, como un proyecto alternativo, Tracii unió a Guns N' Roses con Axl Rose, Izzy Stradlin, Ole Beich, y Rob Gardner. Tracii, Rob, y Ole terminarían dejando la banda y fueron reemplazados por Duff McKagan, y los amigos de infancia de Tracii Slash y Steven Adler, respectivamente.
En 2002 formó junto a Nikki Sixx (Motley Crue) la agrupación Brides of Destruction. La banda incluía a los músicos John Corabi, Kris Kohls, y London LeGrand. Kohls dejó el grupo a mitad de camino a través de la grabación del primer álbum y fue reemplazado por Scott Coogan y terminaron el resto del álbum. Corabi dejó la banda en marzo de 2003. Sacaron un álbum en 2004. Sixx abandonó en el 2004 para dedicarse en cuerpo y alma a Mötley Crüe, siendo reemplazado por Scott Sorry.
En 2014, Guns formó Devil City Angels, con Brandon Gibbs (Cheap Thrills) en la voz, Ricki Rocket (Poison) en la batería y Eric Brittingham (Cinderella) en el bajo. El álbum debut homónimo se lanzó oficialmente el 11 de septiembre de 2015.

## Discografía

### Con L.A. Guns
- L.A. Guns (1988)
- Cocked & Loaded (1989)
- Hollywood Vampires (1991)
- Vicious Circle (1995)
- American Hardcore (1996)
- Shrinking Violet (1999)
- Greatest Hits and Black Beauties (1999)
- Cocked & Re-Loaded (2000)
- Man in the Moon (2001)
- Waking the Dead (2002)
- The Missing Peace (2017)
- The Devil You Know (2019)
- Checkered Past (2021)
- Black Diamonds (2023)

### Con Contraband
- Contraband (1991)

### Con Gilby Clarke
- 99 Live (1999)
- Swag (2002)
- Welcome to the Jungle: A Rock Tribute to Guns N' Roses (2002)
- Gilby Clarke (2007)

### Con Brides of Destruction
- Here Come the Brides (2004)
- Runaway Brides (2005)

### Con Tracii Guns' League of Gentlemen
- The First Record (2013)
- The Second Record (2014)

### Con Devil City Angels
- Devil City Angels (2015)

### Con Sunbomb
- Evil and Divine (2021)

### Con Blackbird Angels
- Solsorte (2023)